# ArcelorMittal Tubular Products Iași
ArcelorMittal Tubular Products Iași (fostă Mittal Steel Iași, fostă Tepro Iași) este o companie metalurgică din România specializată în producerea de țevi din oțel sudate.
Acționarul majoritar al companiei este ArcelorMittal Tubular Products Holding BV (deținut de ArcelorMittal), care controlează 81,47% din capital, iar SIF Moldova (SIF2) are o participație de 15,23%.
Titlurile ArcelorMittal Tubular Products Iași se tranzacționează la categoria de bază a pieței Rasdaq, secțiunea XMBS, sub simbolul TPRO.
Cifra de afaceri:
- 2019: 416 milioane lei (86,8 milioane euro)[3]
- 2018: 394,6 milioane lei (82 milioane euro)
- 2006: 174,26 milioane lei (49,22 milioane euro) - în primele nouă luni[1]
- 2001: 27,5 milioane dolari[4]